# De Forest (månekrater)
De Forest er et nedslagskrater på Månen. Det befinder sig på langt nede på den sydlige halvkugle på Månens bagside og er opkaldt efter den amerikanske opfinder Lee De Forest (1873 – 1961).
Navnet blev officielt tildelt af den Internationale Astronomiske Union (IAU) i 1970. 

## Omgivelser
De Forestkrateret ligger vest for den store bjergomgivne slette Zeeman og lige syd for Numerovkrateret. På grund af sin nærhed til Månens sydpol får krateret sollys ind i en meget skæv vinkel, når det befinder sig på Månens oplyste side.

## Karakteristika
Det er et forholdsvis ungt krater, som ikke er blevet slidt af betydning af senere nedslag. Randen har skarp kant og er cirkulær, men er dog lidt irregulær med en lille ydre vold. De brede indre vægge falder i flere terrasser, og områder nær randen giver indtryk af nedskridning. I midten af den irregulære kraterbund er der en ret stor og kantet central top.

## Satellitkratere
De kratere, som kaldes satellitter, er små kratere beliggende i eller nær hovedkrateret. Deres dannelse er sædvanligvis sket uafhængigt af dette, men de får samme navn som hovedkrateret med tilføjelse af et stort bogstav. På kort over Månen er det en konvention at identificere dem ved at placere dette bogstav på den side af satellitkraterets midte, som ligger nærmest hovedkrateret. De Forestkrateret har følgende satellitkratere:
| De Forest | Længde  | Bredde   | Diameter |
| --------- | ------- | -------- | -------- |
| N         | 79,5° S | 164,7° V | 41 km    |
| P         | 80,0° S | 176,0° V | 18 km    |